# Lukvenjak
Koordinati:   43°32′02″N, 15°56′51″E
Lukvenjak je majhen nenaseljen otoček šibeniškega arhipelaga v srednji Dalmacija (Hrvaška).
Lukvenjak leži okoli 2 km jugovzhodno od otočka Jaz in okoli 3,5 km od ribiškega pristanišča Rogoznica. Njegova površina meri 0,016 km². Dolžina obalnega pasu je 0,49 km.